# Toxotarsus fuscipennis
Toxotarsus fuscipennis är en tvåvingeart som beskrevs av Macquart 1843. Toxotarsus fuscipennis ingår i släktet Toxotarsus och familjen spyflugor. Inga underarter finns listade i Catalogue of Life.